# Pirapora
Pirapora este un oraș în Minas Gerais (MG), Brazilia.